# محمية نهر تانا الوطنية للرئيسيات
محمية نهر تانا الوطنية للرئيسيات هي محمية طبيعية سابقة للحياة البرية تقع في جنوب شرق كينيا، وتبلغ مساحتها 170 كيلومترًا مربعًا (66 ميلًا مربعًا). تأسست عام 1976 واستمرت حتى عام 2007.

## جغرافيا
كانت غالبية مساحة المحمية تتكوَّن من سهول السافانا شبه القاحلة، في حين لم تتجاوز مساحة الغابات النهرية الصغيرة نحو 13 كيلومترًا مربعًا (5 أميال مربعة) من إجمالي مساحة المحمية.

## تاريخ
خصصت حكومة كينيا هذه المنطقة كمحمية في عام 1976 بهدف حماية الغابات المستنقعية الواقعة في الجزء السفلي من نهر تانا، بالإضافة إلى نوعين من الرئيسيات المهددة بالانقراض، هما قرد منجبي نهر تانا وقرد كلوبس نهر تانا الأحمر، واللذان يُعدّان من الأنواع المتوطنة التي لا توجد إلا في هذه المنطقة. تعيش هذه الرئيسيات في ستة عشر رقعة غابية تتراوح مساحتها بين 0.1 و6.25 كيلومتر مربع، تمتد على طول 60 كيلومترًا من المجرى السفلي المتعرج لنهر تانا، بين منطقتي نكانجونجا وميتاباني.
وعلى الرغم من تنفيذ مشروع لحماية المنطقة بتمويل قدره 6.7 مليون دولار أمريكي من صندوق البيئة العالمي التابع للبنك الدولي خلال الفترة ما بين عامي 1996 و2001، فإن التدابير المتخذة لحماية هذين النوعين من الرئيسيات كانت محدودة الفاعلية.
في عام 2005، نُقِلت أكثر من 250 عائلة من المزارعين إلى مسافة 90 كيلومترًا باتجاه الساحل إلى مجتمع كيبيني. وفي عام 2007، قضت المحكمة العليا في كينيا بأن المحمية لم تُنشأ وفقًا للقانون الكيني على النحو الصحيح، ما أدى إلى إلغاء تصنيفها كمحمية وطنية وإسقاط وضعها القانوني، وبالتالي فقدان حمايتها الرسمية ووقف تمويلها.